# Liberty Stadium
El Liberty Stadium es un estadio de fútbol y rugby de Swansea (Gales). El inmueble tiene una capacidad para 20 532 espectadores y es el tercer estadio más grande de Gales después del Millennium Stadium y el Cardiff City Stadium. Es sede del Swansea City de la segunda división del fútbol inglés (la EFL Championship) y del Ospreys Rugby del Pro12.
Fue el primer estadio de la Premier League en Gales.

## Galería

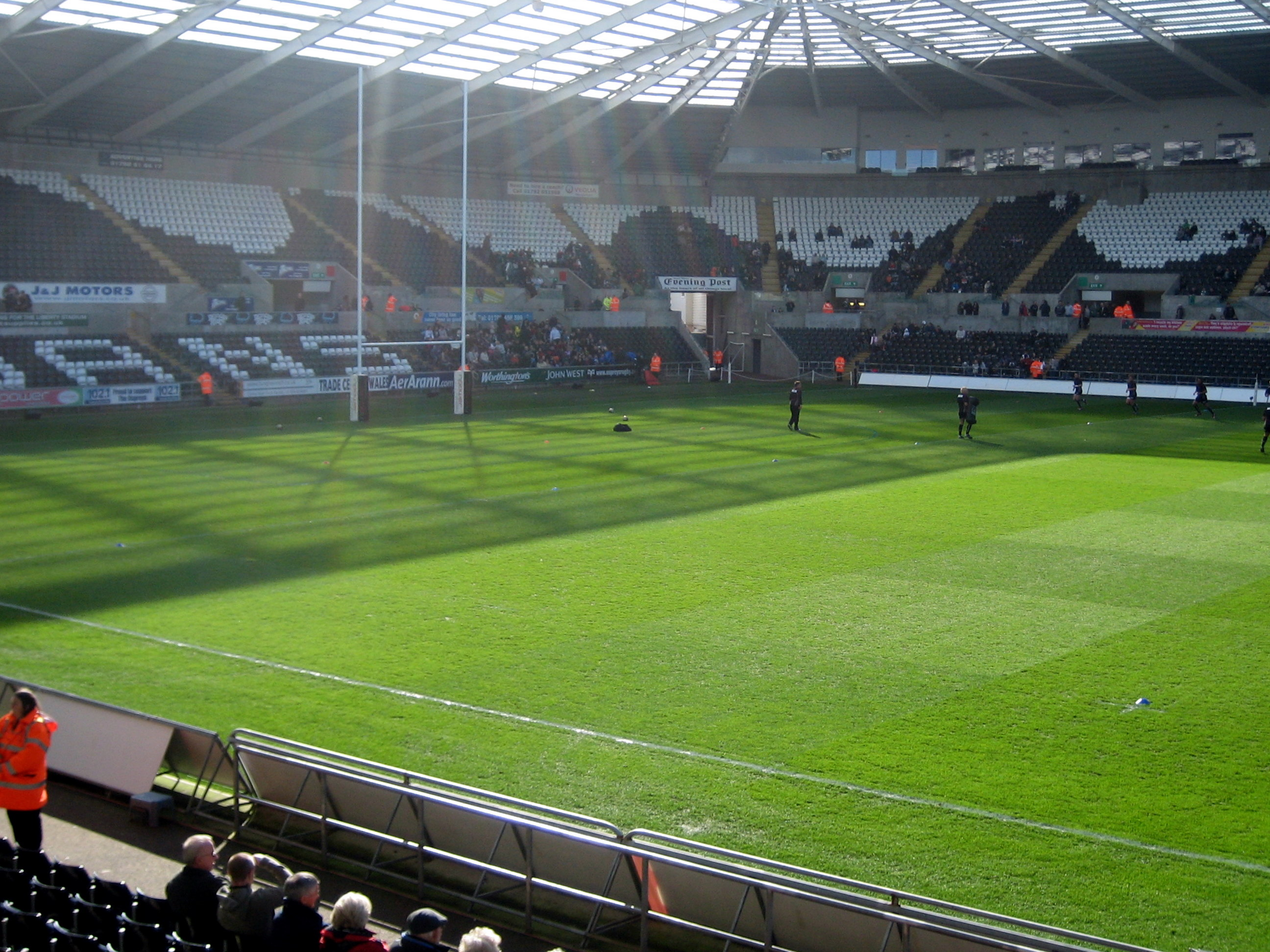
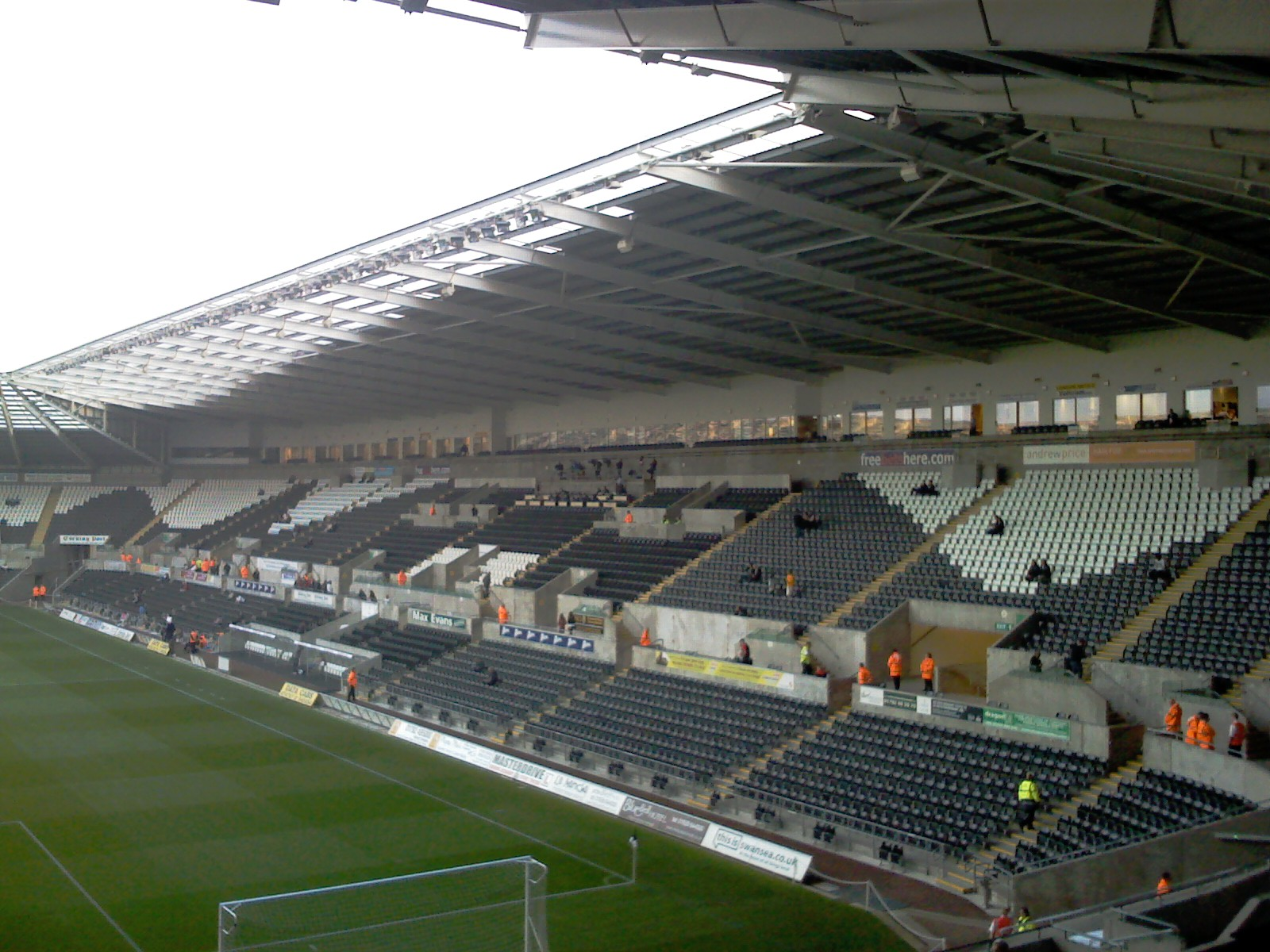
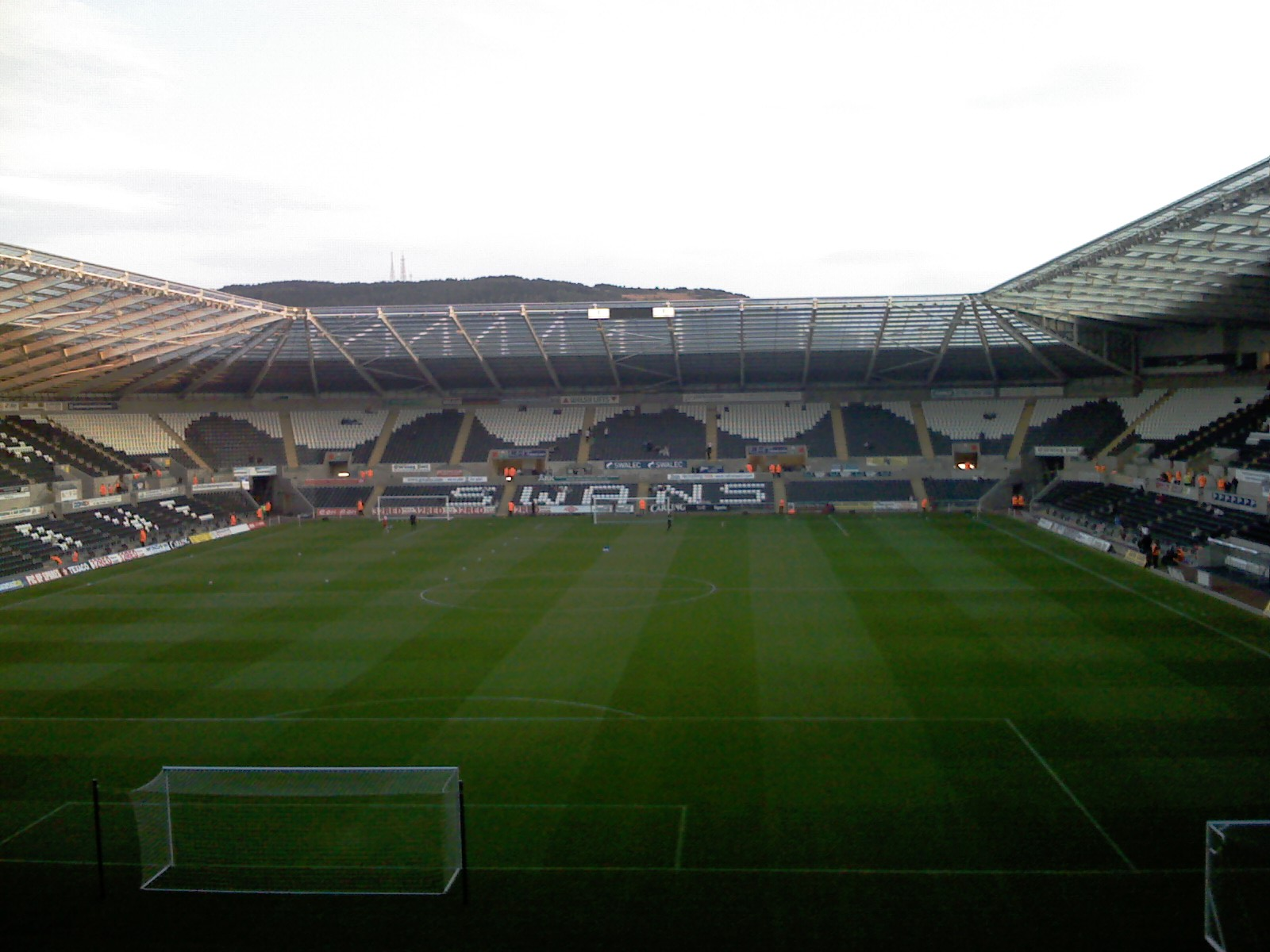
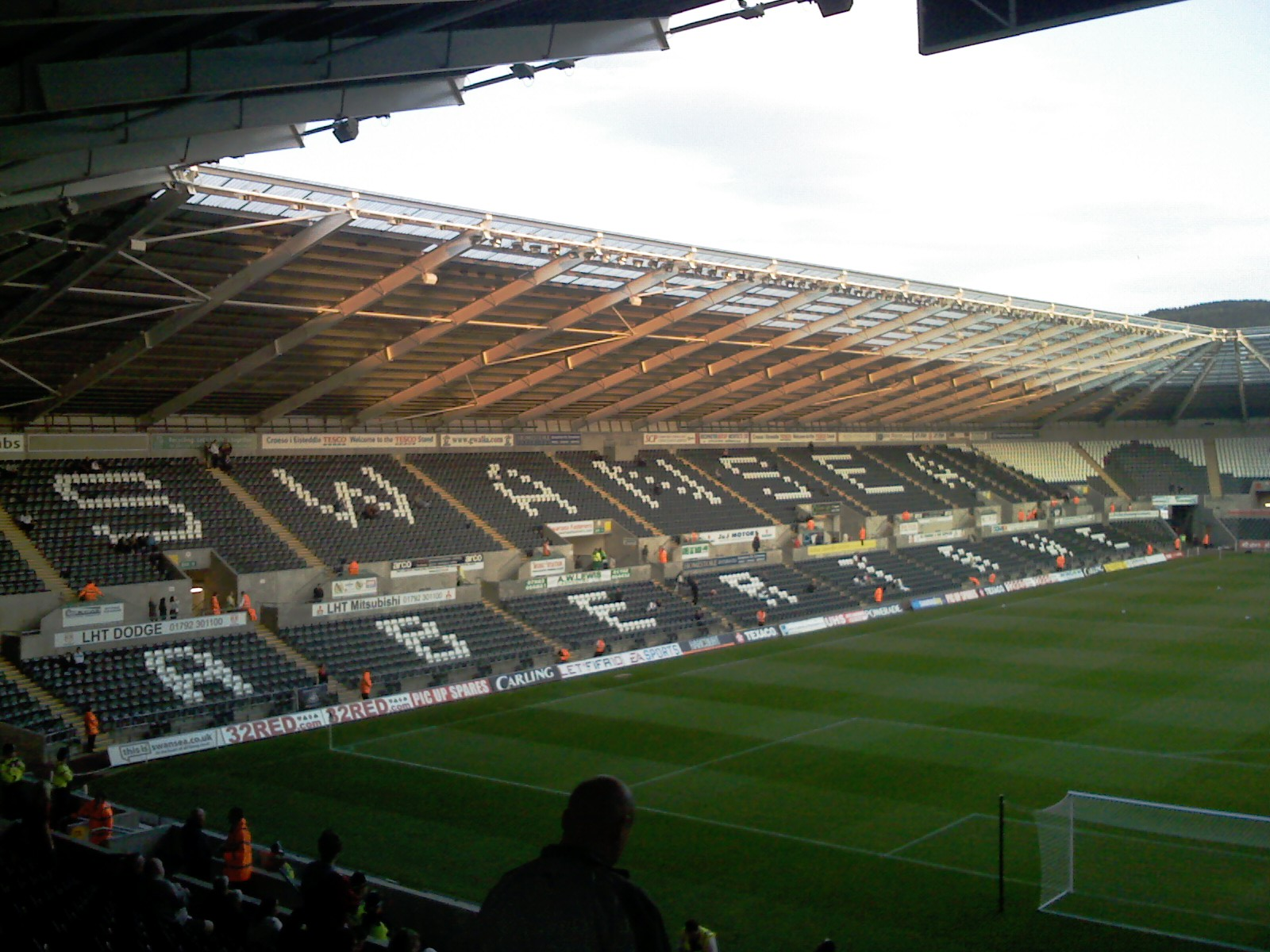